# Polyblastus montanus
Polyblastus montanus là một loài tò vò trong họ Ichneumonidae.